# 次氯酸盐
次氯酸盐是次氯酸的盐，含有次氯酸根离子ClO−，其中氯的氧化态为+1。次氯酸盐常以溶液态存在，不稳定，会发生歧化反应生成氯酸盐和氯化物。见光分解为氯化物和氧气。常见的次氯酸盐包括次氯酸钠（漂白剂）和次氯酸钙（漂白粉），都是很强的氧化剂，可与很多有机化合物强烈放热反应，可能发生燃烧。可氧化锰化合物为高锰酸盐。次氯酸根中的 Cl-O 键长是 210 pm。
次氯酸酯是次氯酸成的酯，含有-OCl基团。次氯酸的例子有次氯酸叔丁酯，一种有用的氯化剂。
大部分次氯酸盐都以水溶液存在。它们的主要用处是漂白剂、消毒剂和水处理。它们也可以用来氯化和氧化其它分子。

## 反应

### 和酸的反应
次氯酸盐和酸反应形成次氯酸，并和氯气形成平衡。在高pH下平衡会趋向左边：
2 H+
 + ClO−
 + Cl−
 ⇌ Cl
2 + H
2O

### 稳定性
次氯酸盐普遍不稳定，只能存在于溶液。次氯酸锂（LiClO）、次氯酸钙（Ca(ClO)2）和次氯酸钡（Ba(ClO)2）已经得到了纯的无水物。它们都是固体。剩下的都只能以水合物或水溶液的形式存在。一般来说，水溶液越稀就越稳定。对于碱土金属次氯酸盐的性质推测是不可能的，因为大部分次氯酸盐都仍未合成。次氯酸铍不存在。纯的次氯酸镁不存在，不过Mg(OH)ClO是已知的。 次氯酸钙的生产已是工业级的了，稳定性也较好。次氯酸锶（Sr(ClO)2）的性质及稳定性都不明确。
加热时，次氯酸盐分解成氯化物、氧气和氯酸盐：
2 ClO−
 → 2 Cl−
 + O
2
3 ClO−
 → 2 Cl−
 + ClO−
3
这个反应是放热的，因此纯的LiClO和Ca(ClO)2会导致热失控，可能会爆炸。
碱金属次氯酸盐随着族往下，越来越不稳定。无水次氯酸锂在室温下稳定。不过，次氯酸钠已经不能合成到比五水物 (NaClO·(H2O)5)更干的次氯酸钠了。它在 0 °C以上是不稳定的， 尽管作为家用漂白剂的稀次氯酸钠溶液具有更好的稳定性。次氯酸钾 (KClO) 只在溶液中存在。
镧系元素次氯酸盐不稳定。不过，有报告称它们的无水物比水合物更稳定。 次氯酸盐可以把铈的氧化态从 +3 氧化到+4。
次氯酸本身就是不稳定的，会分解成氯气。

### 和氨的反应
次氯酸盐和氨反应，形成氯胺 (NH
2Cl)，之后是二氯胺 (NHCl
2)，最后是三氯化氮 (NCl
3)。
NH
3 + ClO−
 → HO−
 + NH
2Cl
NH
2Cl + ClO−
 → HO−
 + NHCl
2
NHCl
2 + ClO−
 → HO−
 + NCl
3

## 檢驗
次氯酸鹽有氧化能力，能漂白石蕊紙。次氯酸鹽跟鹽酸會生成黃綠色的氯氣。

## 溶解性
所有已知的次氯酸盐（如次氯酸钠、次氯酸银等）都可溶于水，加热时分解。